# Urbain Dubois
Urbain Dubois, född 26 maj 1818 i Trets, Bouches-du-Rhône, död 14 mars 1901 i Nice, Alpes-Maritimes, var en fransk kock som framförallt är känd för sina böcker som har blivit klassiker inom gastronomin.
Efter att ha tjänstgjort som lärling hos familjen Rothschild arbetade han i tre stora parisiska restauranger; Café Tortoni de Paris, Café Anglais, som drevs av den franske kocken Adolphe Dugléré, samt Le Rocher de Cancale. Han tjänstgjorde i Ryssland i den ryske fursten Aleksej Fjodorovitj Orlovs hushåll, hos vilken han särskilt ägnade sig åt att skapa receptet veau Orlov (kalv Orlov), vartefter han blev kökschef hos Vilhelm I av Tyskland, kung av Preussen och kejsare av Tyskland. I över 20 år, mellan 1864 och 1885, gick han varje morgon till kejsaren, efter att ha besökt doktorn.
Urbain Dubois är fortfarande känd för att i Frankrike ha spridit service à la russe, där maträtterna skärs i förväg och ges ut i tur och ordning till gästerna som sitter runt ett bord. Han utmärkte sig också för sina plana illustrationer som pryder hans böcker. Ett exempel på detta är La Cuisine classique som han skrev tillsammans med Émile Bernard, kock hos Napoleon III före tjänstgöringen hos Vilhelm med Dubois, och det verket har haft störst framgång av hans verk.

## Verk
- La Cuisine classique, études pratiques, raisonnées et démonstratives de l'école française appliquée au service à la Russe. 1856. http://gallica.bnf.fr/ark:/12148/bpt6k5534142z.pdf (med Émile Bernard)
- Cuisine de tous les pays, études cosmopolites où sont rassemblées nombre de recettes, allemandes, françaises, italiennes, anglaises, russes, polonaises, etc.. 1868
- École des cuisinières, méthodes élémentaires, économiques. Cuisine, pâtisserie, office. 1500 recettes. 1876
- Cuisine artistique, étude de l'école moderne. 1882
- Grand Livre des pâtissiers et des confiseurs. 1883. http://gallica.bnf.fr/ark:/12148/bpt6k1061729.pdf
- Nouvelle Cuisine bourgeoise pour la ville et pour la campagne. 1888. http://gallica.bnf.fr/ark:/12148/bpt6k1108544.pdf
- La Cuisine d'aujourd'hui, école des jeunes cuisiniers, service des déjeuners, service des dîners, 250 manières de préparer les œufs. 1889
- La Pâtisserie d'aujourd'hui, école des jeunes pâtissiers. Grands et petits gâteaux, sujets d'ornements, entremets chauds et froids, glaces, conserves de fruits & légumes. Buffets de réceptions, bals, soirées spécialités. 1894